# Wojciech Niemojewski (ok. 1526–po 1588)
Wojciech Niemojewski (Niemojowski) herbu Szeliga (ur. ok. 1526 roku – zm. po 1588 roku) – podkomorzy inowrocławski w latach 1577–1588, surogator grodzki inowrocławski w 1569 roku, sędzia grodzki inowrocławski w 1567 roku.
Poseł województwa brzeskokujawskiego na sejm 1567 roku i sejm koronacyjny 1574 roku, poseł województwa inowrocławskiego na sejm 1569 roku i sejm 1576/1577 roku. Podpisał akt unii lubelskiej.
Był bratem czeskim. 